# ペトロフ事件

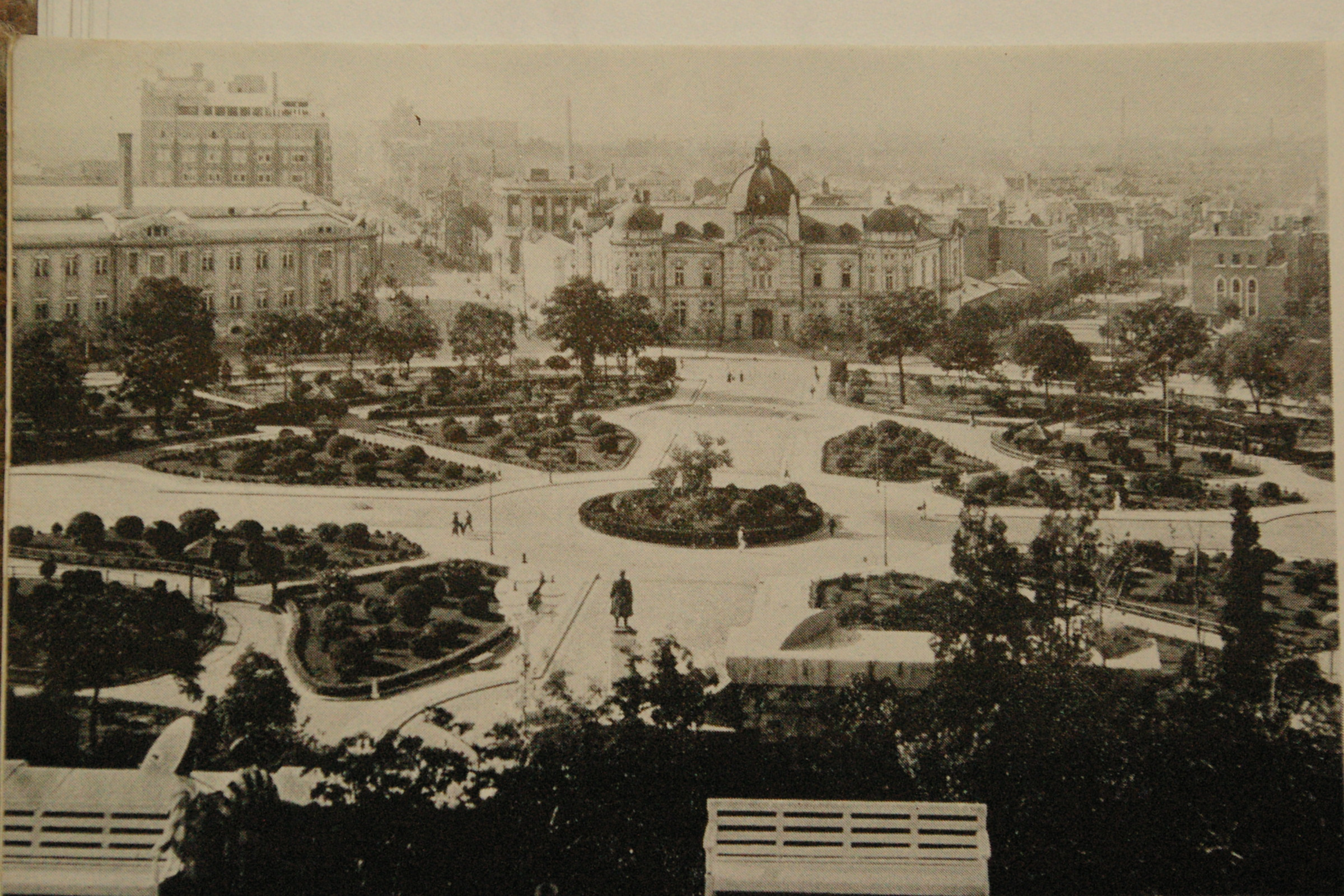
物語は大連の大広場が発端で、

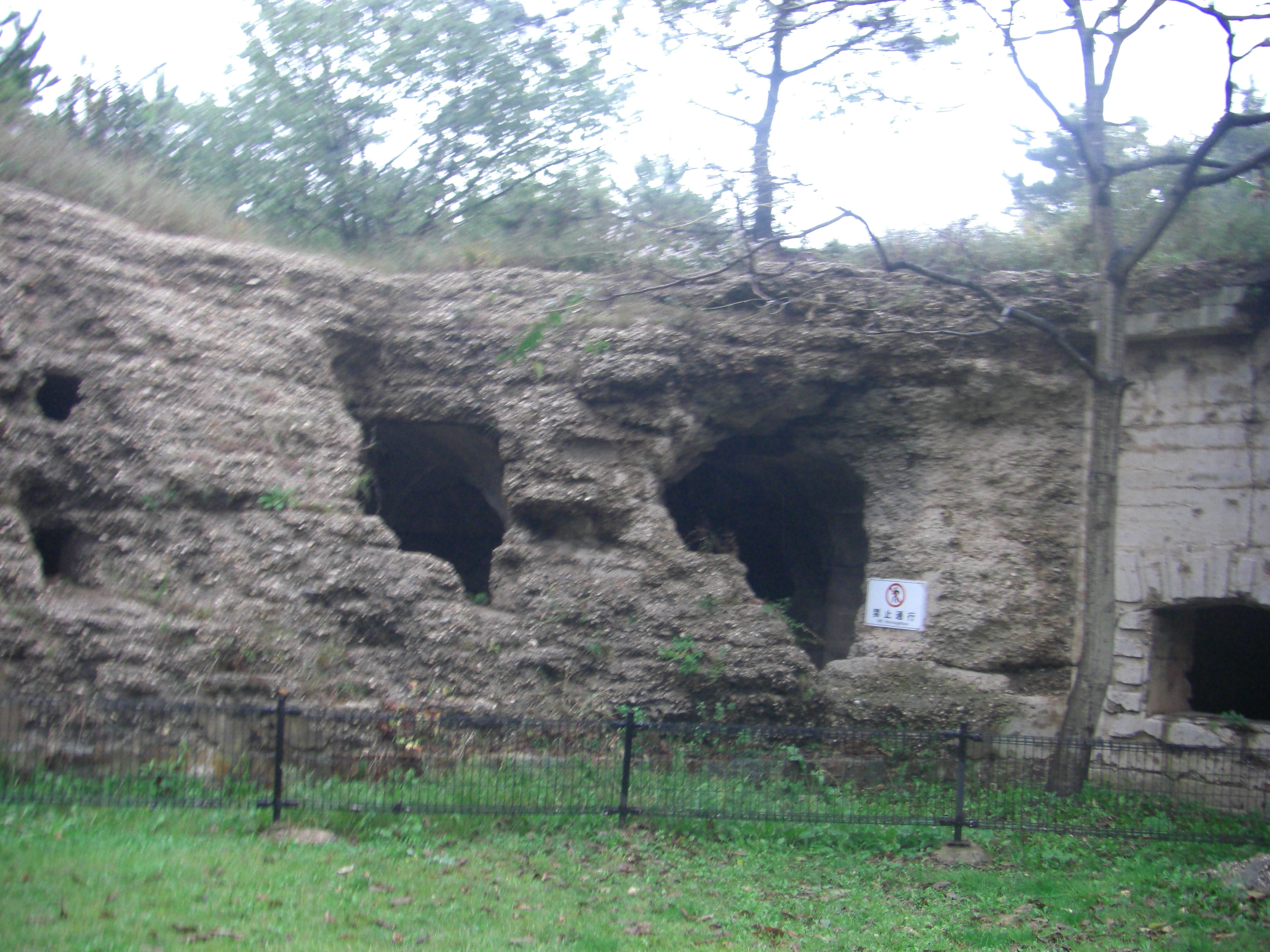
旅順の東鶏冠山北堡塁へ移り、

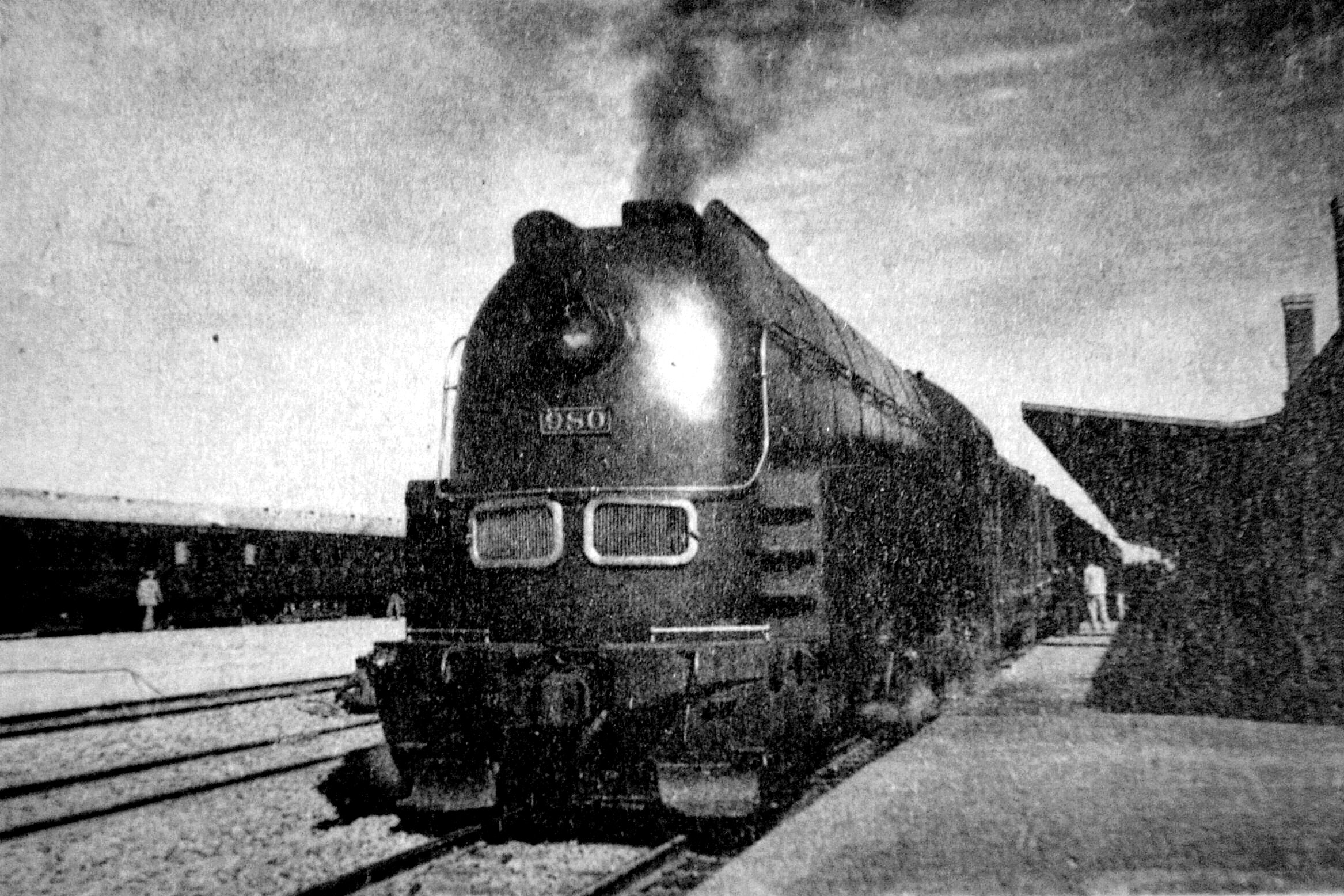
あじあ号が走る南満州鉄道を経て、

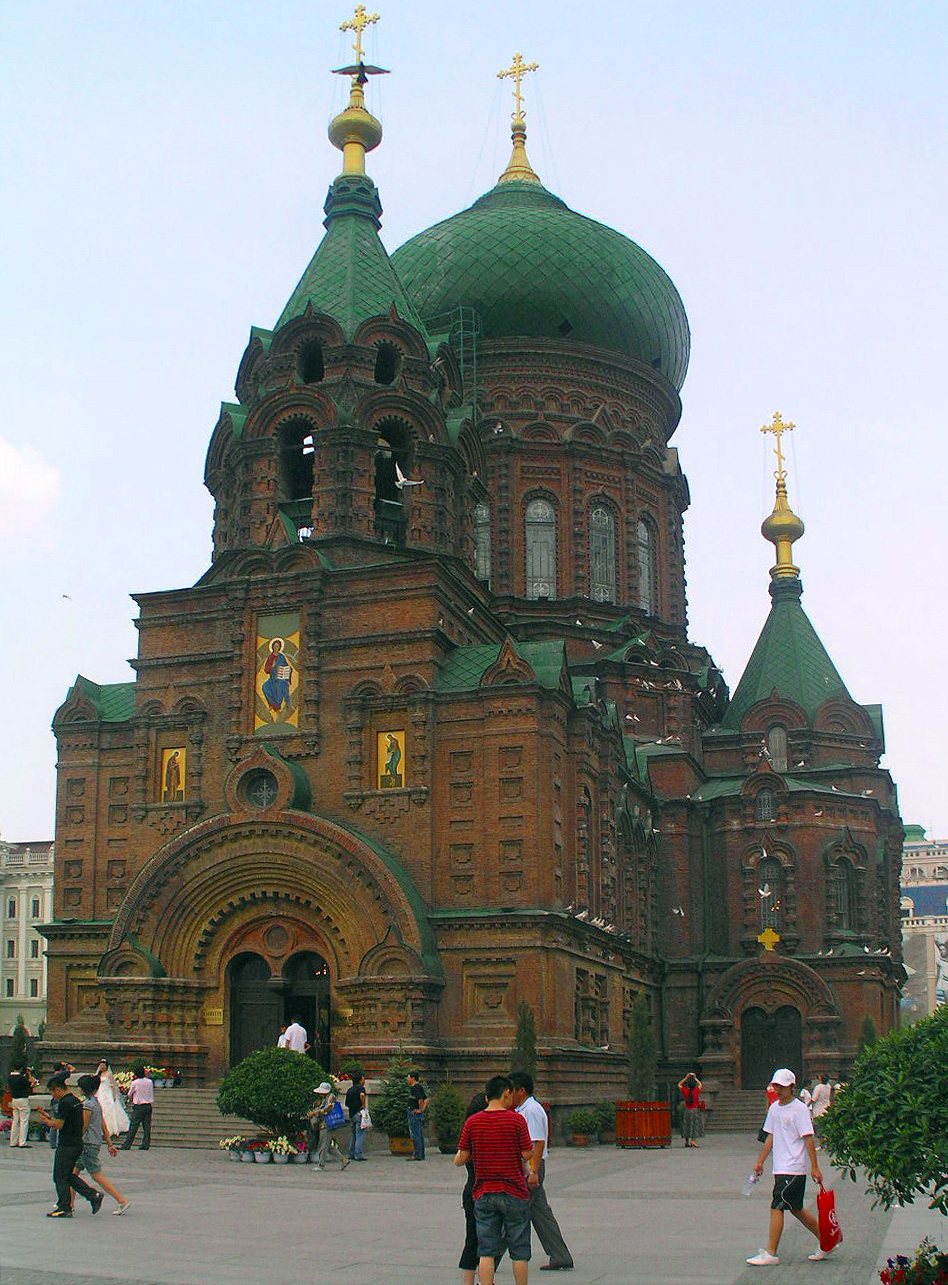
最後はハルビンへと展開して、

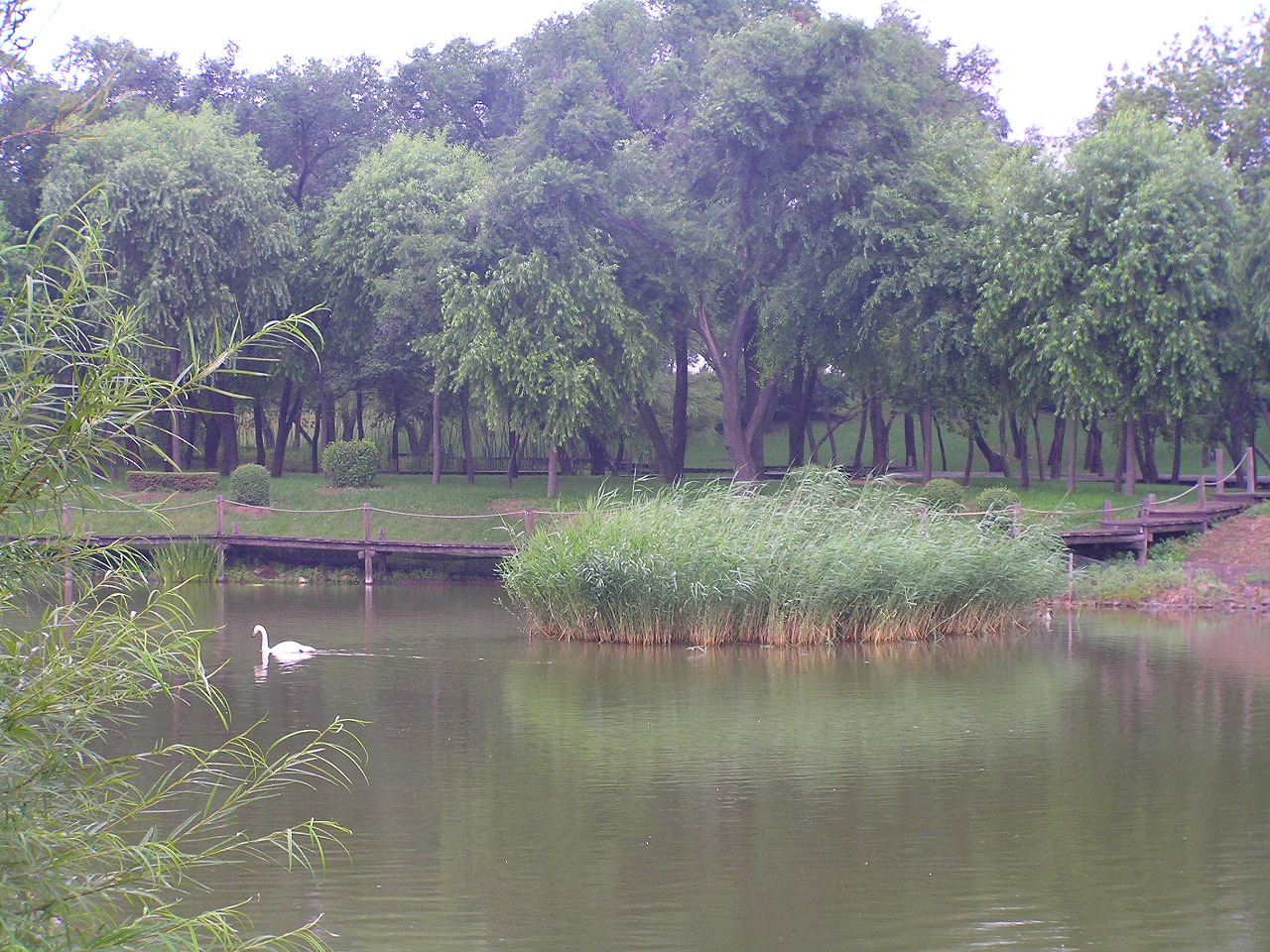
ハルビンから松花江を渡った太陽島で決着を迎える。

『ペトロフ事件』（ペトロフじけん）は探偵小説家・鮎川哲也の処女作で、第二次世界大戦終了前に日本の租借地であった中国大連で、鬼貫警部がロシアの富豪の殺人事件を解決してゆく内容である。大連物としては有名な清岡卓行著『アカシヤの大連』（1970年）以上に、戦前の大連の生活が詳細に描かれていて、その面でも注目されている。

## 概要
五族協和を旨とする満州帝国の玄関口にあたる、戦前の日本の租借地・大連。もと東京警視庁の鬼貫警部はハルビンに派遣されたあと、大連・沙河口警察署で、ロシアの富豪のイヴァン・ペトロフが夏家河駅近くの夏家河子海岸の別荘地帯で殺された事件を解決していく。ロシア革命後にこれに反対の白系ロシア人と革命支持派が入り乱れる国際都市・大連がおもな舞台で、その後物語は隣りの旅順へ展開し、さらにあじあ号が走る南満州鉄道を経て、ロシア人が建設したハルビンへ展開していき、ロシア語も堪能な鬼貫警部は鉄道の時刻表を追ってアリバイのくずしに奔走して、ハルビンから松花江を渡った太陽島にて終局を迎える。

## おもな登場人物
- 鬼貫警部 - 関東州警察・沙河口警察署に勤務で、もと警視庁警部
- サヤーピン刑事 - ハルビン警察に勤務で、もと鬼貫警部の同僚
- イワン・ペトロフ - 大連に住む白系ロシア人の富豪
- アントン・ペトロフ - イワンのおい
- 郭運環（コウ・ユンクヮン） - アントンの婚約者
- ニコライ・ペトロフ - イワンのおいで、アントンのいとこ
- アレクサンドル・ペトロフ - ニコライの弟
- ナタリヤ・バクール - アレクサンドルの婚約者

## 受賞
1949年にミステリー専門雑誌「宝石」が3周年を記念して募集した長編小説コンテストに応募して、特別賞に輝き、翌1950年に別冊に掲載されたもので、著者の処女作であると同時に、鬼貫警部シリーズの始まりでもある。アリバイ崩しは当時F・W・クロフツの探偵小説が有名で、その影響を著者自身も認めていて、 各章の名称も「ニコライ、不在証明を提出する」などと、まるで翻訳小説のようである。

## 原稿
原稿は 
- もとの原稿は、戦前大連で完成していたが、日本への引き上げ時に原稿を喪失した。
- 別冊宝石版、1950年
- 宝石増刊版、1960年
- 光風社版、1950年
- 立風書房版、1970年
- 角川文庫版、1979年
- 青樹社版、1987年
- 講談社大衆文学館版、1987年
- 光文社文庫版、2001年

などがあり、その都度著者が手を入れているが、いま広く読まれているのは光文社文庫版である。

## 戦前の大連の生活描写
この本は当時の満州(現中国東北部)の地図、大連およびハルビンの地図、南満州鉄道および大連～旅順支線の時刻表もふくみ、全体的にはフィクションであるので話の内容を半分差し引いても、当時の警察署、交通事情、国際事情が探偵小説にありがちな詳細さでふんだんに書かれていて、その面でも清岡卓行の『アカシヤの大連』（1970年）以上に、注目されている。
- 出だしの舞台になる大広場は現在も大連中山広場として、当時の面影のままである。
- 鬼貫警部が勤めていたという大連の沙河口警察署は、最近西南路へ引っ越すまで西安路（当時の大正通り）と五一路の交差点にあり、当時は五一路に中山路から来る路面電車が通っていて、現在の西安路商業区の発展の素地が当時からあったことが分かる。
- 現在大連市街区と旅順の間は旅順南路のバスが主に利用されているが、当時は大連～旅順鉄道支線も活発に利用されていた。
- あじあ号などの鉄道乗務員は日本人・中国人のチームで構成されていて、チケットを紛失した際の手続き、荷物預かりの手続きなど国内と同様であった。

など
著者の鮎川哲也は、この本を各社で出版のたびに、青春時代を過ごした中国東北部の状況を思い出しては、改訂している。

## 参照項目
- 警察小説
- 清岡卓行著『アカシヤの大連』（1970年）